# Tagged Image File Format
O TIFF (acrónimo para Tagged Image File Format) é um formato de arquivo raster para imagens digitais. Foi criado pela Aldus para uso no processo de impressão PostScript, porém agora é controlado pela Adobe. Transformou-se no formato padrão dos arquivos gráficos (32-bits) com elevada definição de cores.
É usado extensamente em aplicações de manipulação de imagem tais como Photoshop, DTP e scanners e também muito utilizado para o intercâmbio de imagens entre as diversas plataformas (hardware: PC, Macintosh, software: Linux, Windows). Há ainda a opção na qual um arquivo .tif ou .tiff tenha mais de uma página dentro de um único arquivo.